# Chinnikatte, Honnali
Chinnikatte là một làng thuộc tehsil Honnali, huyện Davanagere, bang Karnataka, Ấn Độ.